# Villafranca Padovana
Villafranca Padovana é uma comuna italiana da região do Vêneto, província de Pádua, com cerca de 7.951 habitantes. Estende-se por uma área de 23 km², tendo uma densidade populacional de 346 hab/km². Faz fronteira com Campodoro, Limena, Mestrino, Padova, Piazzola sul Brenta, Rubano.

## Demografia
| Variação demográfica do município entre 1861 e 2011                               |
|                                                                                   |
| Fonte: Istituto Nazionale di Statistica (ISTAT) - Elaboração gráfica da Wikipedia |